# DY Persei
DY Persei är en förmörkelsevariabel av RCB-typ i stjärnbilden Perseus. Den bildar en egen under-typ, DY Persei-variabel, som förutom att uppvisa RCB-variabeln förmörkelsefaser även pulserar som röda variabler.
Stjärnan har magnitud +10,5 och når i förmörkelsefasen ner till +16,0. 